# Aagt Germonts
Aagt Germonts, auch bekannt als Abbekerker wijf (geboren um 1621 in Zijbekarspel; gestorben nach 1660 vermutlich in Hoogwoud), war eine niederländische Frau, die der Zauberei und des Kindermords verdächtigt wurde.

## Leben
Aagt Germonts wurde um 1621 in Zijbekarspel als Tochter von Germont Jacobsz. (gestorben vor 1659) und Griet Dirx (ca. 1595–nach 1658) geboren. Sie heiratete 1644 den aus Niudorp stammenden Pächter Claas Nijszoon (ca. 1621-nach 1660). Nach der Hochzeit ließen sie sich in De Weere, einem Weiler von Abbekerk, nieder. Aus dieser Ehe gingen keine lebenden Kinder hervor. Sie wurde 1658 unter Hausarrest gestellt und kurz danach inhaftiert, nachdem sie unter mysteriösen Umständen zum dritten Mal ein totes Kind zur Welt gebracht hatte. Da es keine Zeugen der Geburt gegeben hatte und auch niemand das tote Kind sehen durfte, wurde sie der Zauberei oder des Kindsmords verdächtigt. Die Geschichte zu diesen Ereignissen wurde 1661 unter dem Titel Mis-geboorte of verhael van ’t Abbekerker-wijf haare drie miskramen (dt|Fehlgeburt oder Geschichte der Abbekerker-Frau und ihrer drei Fehlgeburten) von Jacob Landtman, dem Sekretär von Abbekerk und in dieser Funktion an dem Prozess beteiligt, veröffentlicht. Sie, ihr Mann, ihre Mutter, Hebammen und Nachbarn wurden verhört und alle Aussagen, Ratschläge und Gerichtsdokumente wurden von Landtman vollständig aufgezeichnet.

### Schwangerschaften
Ihre erste Schwangerschaft hatte Aagt Germonts 1653, es kam zu einer Fehlgeburt. Sie wurde 1655 erneut schwanger, die Schwangerschaft dauerte länger als normal und endete mit einer Totgeburt. Es folgten innerhalb kurzer Zeit zwei weitere Schwangerschaften, die ebenfalls deutlich länger als normal dauerten und mit einer Totgeburt endeten. Bei der ersten Geburt war eine Hebamme anwesend, die jedoch erst nach der Geburt hinzukam, als das tote Kind bereits auf dem Boden lag. Bei weiteren Geburten war angeblich eine Hebamme aus Hoogkarspel anwesend, die jedoch außer Aagt Germonts niemand gesehen hatte und auch niemand kannte. Die Leichen der Kinder wurden immer im Familiengrab von Aagt Germonts in Zijbekarspel beigesetzt.
Der Tratsch im Dorf war nach der dritten Totgeburt, am 19. November 1658 nicht mehr zu stoppen. Auch dem Gericht wurden diese Gerüchte zugetragen und am 24. November 1658 wurde beschlossen, die Angelegenheit zu untersuchen. Die Särge der Kinder wurden ausgegraben und der Inhalt untersucht. In einer Kiste befand sich ein Stockfisch, dessen Schwanz gespalten und wie zwei Füße gebogen war. Die Arme entpuppten sich als zwei mit Grütze gefüllte Blutwürste und der Kopf als Rotkohl, bedeckt mit einer Blase. Auf dem Kohl war eine Mütze, unter der einige Haare hervorschauten, und darunter war ein schwarzes Seidentuch mit den Buchstaben A.G. befestigt. In einer anderen Kiste lag ein mit einer Haut bedeckter Klumpen Schweineschmalz und in der letzten Kiste ein in Leinen gewickelter Haufen alter Lumpen; der Kopf war verfault, schien aber auch ein Rotkohl gewesen zu sein.
Sofort wurde vermutet, dass hier ein Verbrechen oder Zauberei vorliegen müsse. Da sie sich als Wöchnerin noch erholen musste, wurde sie zunächst unter Hausarrest gestellt, dann nach sechs Wochen am 4. Januar 1659 in den Kerker in das „Gerichtsgebäude“ von Abbekerk verlegt. Im Gefängnis wurde sie milde behandelt. Ihr Mann erhielt die Erlaubnis, ihr Gesellschaft zu leisten und nach ein paar Tagen wurden ihr die eisernen Fesseln abgenommen, da ihre Beine anschwollen. Sie wurde auch deshalb milde behandelt, da gegen sie keine Anklage erhoben worden war. Auch war nicht geklärt, welches Verbrechen sie begangen hätte.
Es gab einige unklare Punkte. So konnte keine Anklage erhoben werden. War Aagt Germonts überhaupt schwanger gewesen? Wer hatte die Puppen hergestellt? Waren überhaupt Kinder geboren worden und wenn ja, wo waren sie? Das Gerücht, es handele sich um Zauberei, bereitete den Richtern besondere Probleme. Sie konnten Aagt Germonts weder freilassen noch Anklage erheben, bis darüber Klarheit herrschte. Die Stadträte beschlossen, führende Rechtsexperten um Rechtsberatung zu bitten. Diese kamen zu dem Schluss, dass Aagt Germonts eher Mitleid als Strafe verdiente. Da damit jedoch die Frage nach den drei christlich begrabenen Puppen nicht geklärt war, erwog das Gericht, sie der Folter zu unterziehen. Aagt Germonts floh aus Angst vor der Folter aus dem Gefängnis und versteckte sich bei einem Bruder. Ihr Mann wurde verhaftet und die Bedingung für seine Freilassung war, dass sie sich stellen müsse, was sie auch tat.
Nach der Flucht wurden ihre Haftbedingungen härter. Essen wurde ihr durch eine Luke gereicht, Gesellschaft durfte ihr niemand leisten. Das Gericht holte sich Rat bei den Richtern von Hoorn. Diese empfahlen eine „mittlere Folter“. Ihr wurde am 24. Februar 1659 dieses Ergebnis mitgeteilt und daraufhin lieferte sie eine neue Erklärung für die Vorgänge. Sie hätte bei den beiden letzten Entbindungen nur Wasser zur Welt gebracht und sie wisse nichts von den Puppen. Die mysteriöse Hebamme habe sie jedoch im Gefängnis besucht, ohne durch die Tür gekommen zu sein und sie hätte runde Füße gehabt. Nach einer halben Stunde wäre sie gegangen. Aagt Germonts hatte gehofft, durch diese Aussage nicht der Folter unterzogen zu werden, jedoch schürte sie damit den Verdacht der Zauberei.
Am 11. März 1659 wurde sie gefoltert. Ihr wurden die Augen verbunden, sie wurde dann mehrmals an den Armen hochgehoben, zuerst mit den Armen nach vorne, dann mit den Armen hinter dem Rücken. Bei einer erneuten Befragung gab sie jedoch keine neuen Antworten. Der Gerichtsvollzieher forderte nun die Todesstrafe, auch wenn es noch immer keine Grundlage für eine Anklage gab. Sie solle im Würgegriff sterben und dann zu Asche verbrannt werden. Ihr Eigentum solle beschlagnahmt werden. Dieses Urteil wurde jedoch von den Stadträten nicht akzeptiert. Nach Beratung wurde beschlossen, sie wegen des Vorwurfs der Täuschung eine halbe bis zu einer Stunde mit drei Puppen zur Schau zu stellen. Zudem solle sie die Kosten des Verfahrens tragen.
Es wurde ein Gerüst gebaut und am 17. April 1659 wurde das Urteil vollstreckt. Aagt Germonts wurde mit drei Puppen im Arm zur Schau gestellt. Nach einiger Zeit begannen einige, sie mit in Kuhmist versteckten Steinen zu bewerfen und versuchten, ihren Kopf zu treffen, obwohl darauf eine hohe Geldstrafe verhängt worden war. Nachdem sie anfing zu bluten, entschied der Staatsanwalt, dass es nun genug sei und sie wurde freigelassen. Nach fünfzehn Wochen kehrte sie als „frei und frei“ nach Hause zurück. Ein Jahr später zog das Paar nach Hoogwoud.

## Nachwirken
Vermutlich hatte Aagt Germonts nach einer Fehlgeburt drei Scheinschwangerschaften. Sie war lange kinderlos, erst spät schwanger geworden und hatte das Kind verloren. Dies kann bei ihr ein Trauma ausgelöst haben. Ihr Prozess und das milde Urteil sind jedoch historisch bedeutsam, da sich hier zeigt, dass die Justizbehörden zu dieser Zeit vorsichtig waren, wenn es um Vorwürfe der Zauberei ging. Im Vergleich zu Urteilen, die Jahrzehnte zuvor gefällt worden waren, war ihr Urteil bemerkenswert mild. In juristischen Debatten lässt sich erkennen, dass um 1660 die meisten Juristen Zauberei nicht mehr als Verbrechen betrachteten und offen an der Existenz zweifelten. Abraham Palinghs Schrift „'t Afgerukt mom-aansight der tooverye“ aus dem Jahr 1659 wurde mehrfach zu ihrer Verteidigung zitiert.
Auch die von Landtman veröffentlichten Dokumente veranschaulichen nicht nur den anhaltenden Glauben an Zauberei und den Kampf der Behörden gegen sie, sondern bilden auch eine interessante Quelle für die Bräuche rund um Geburt und Wochenbett in den ländlichen Gebieten Nordhollands.